# Jabal Zambar
Jabal Zambar (arabiska: جبل زمبر) är ett berg i Irak.   Det ligger i distriktet Tal Afar och provinsen Ninawa, i den norra delen av landet, 400 km nordväst om huvudstaden Bagdad.